# Олга Радева
Олга Радева е българска обществена деятелка от Македония.

## Биография
Родена е в 1868 година във Велес, тогава в Османската империя. Учи в родния си град, а след това в София и в Германия. Омъжва се за българския политик от Битоля Александър Радев. Олга Радева развива широка обществена дейност за подпомагане на бежанците от Македония. В 1928 година е избрана за председателка на Македонския женски съюз. Олга Радева също така е избрана в управителното тяло на Македонското женско благотворително дружество в София.
Умира в 1951 година в София.